# Ptychohyla erythromma
Ptychohyla erythromma là một loài ếch trong họ Nhái bén. Chúng là loài đặc hữu của México.
Các môi trường sống tự nhiên của chúng là các khu rừng khô nhiệt đới hoặc cận nhiệt đới, rừng ẩm vùng đất thấp nhiệt đới hoặc cận nhiệt đới, sông, và đầm nước ngọt. Loài này đang bị đe dọa do mất môi trường sống.